# Space Pirate Captain Harlock
Space Pirate Captain Harlock (яп. 宇宙海賊キャプテンハーロック Утюː Кайдзоку Кяпутэн Хаːрокку) — манга, автором и иллюстратором которой является Лэйдзи Мацумото. Публиковалась издательством Akita Shoten в журнале Play Comic с 1977 года по 1979 года. По мотивам манги студией Toei Animation был выпущен аниме-сериал, который транслировался по телеканалу TV Asahi с 14 марта 1978 года по 13 февраля 1979 года. Всего выпущены 42 серии аниме. Также по мотивам манги были выпущены: полнометражный фильм, ещё 3 аниме-сериала, и 2 OVA-сериала. Последняя экранизация в виде анимационного фильма, «Космический пират Харлок», была выпущена в 2013 году. Сюжет охватывает приключения капитана Харлока, который стал космическим пиратом, восставший против поражённого тотальной апатией земного правительства.

## Сюжет
В далёком будущем на человечество нападает инопланетная раса Мазонов (в различных переводах встречаются также варианты «Мазонки» и «Мазон»), которая начинает истреблять людей. При этом земное правительство не принимает усиленных попыток борьбы за независимость, довольствуясь нынешнем положением. Вследствие этого, капитан Харлок вместе со своим экипажем и звездолётом «Аркадия» решает в одиночку вести борьбу против инопланетных агрессоров, которые исследовали Землю в далёком прошлом и теперь считают её своей планетой.
Мазоны — раса гуманоидных растений, среди которых мужские особи встречаются крайне редко. Некогда исследовали Землю, в частности, следы их пребывания запечатлены в мифах древних индейцев Майа. Но теперь их планета разрушена и они ищут новый дом, остановив свой выбор на Земле. Мазоны внешне похожи на людей, но имеют белую, с холодным отливом, кожу и зелёные волосы. Когда Мазон умирает, её тело самовозгорается и стремительно сгорает, превращаясь в пепел.

## Список персонажей
Капитан Харлок (яп. キャプテン・ハーロック Кяпутэн Хаːрокку) — Главный герой истории. Со стороны кажется немногословным и нелюдимым, но имеет большое горячее сердце, уникальную философию жизни и преданность своим благородным идеалам. Стремится привнести справедливость и борется против тоталитарных режимов. Не боится смерти, на костюме иногда носит номер 42 (в японской культуре число символизирует смерть). Опытный боец и пилот. О прошлом капитана известно крайне мало, но в одной из экранизаций, Arcadia of My Youth: Endless Orbit SSX, показано, что он был капитаном солнечной системы и был женат (впоследствии, его жена была убита).
Сэйю: Макио Иноэ
Тадаси Дайба (яп. 台羽 正 Дайба Тадаси) — 14-летний мальчик, чей отец был убит Мазонами, после чего юноша присоединился к экипажу «Аркадии». Потерял свою мать на планете Тритон, когда её просьбу о помощи проигнорировали власти. В начале часто входит в конфликт с Харлоком, но позже стал его доверенным лицом.
Сэйю: Акира Камия
Кэй Юки (яп. 有紀 蛍 Юːки Кэй) — Молодая девушка со светлыми волосами. Уже долгое время была членом команды Харлока на момент, когда Тадаси вошёл в команду. Впервые встретилась с Харлоком, когда тот атаковал корабль, в котором Кэй перевозили как заключённую (после того, как та напала на офицера, оскорбившего её после смерти отца). Поначалу питает чувства к Тадаси Дайбе, но впоследствии они остаются просто друзьями. Есть также намёки на отношения между Кэй и Харлоком, которые в более поздних экранизациях показаны более ясно.
Сэйю: Тиёко Кавасима
Миимэ (яп. ミーメ Миːмэ) — Таинственная женщина-инопланетянин с лазурными волосами и жёлтыми глазами. Обладает сверх-психическими и псионическими возможностями. Последний выживший обитатель планеты Дзюра, была спасена Харлоком. В знак благодарности решила остаться в команде. Правая рука капитана, готова защищать его в любой момент, даже ценой своей жизни. Не имеет рта, как люди, но может потреблять пищу и воду. Помогает врачу Зеро, когда в экипаже есть раненые. Хорошо играет на арфе. В OVA-серии Harlock Saga она является человеком и имеет иную биографию (является членом клана Нибелунга).
Сэйю: Норико Охара
Яттаран (яп. ヤッタラン Яттаран) — Ближайший соратник капитана Харлока в бою и его главный помощник. Показан, как непринуждённый и комичный персонаж, но сражается c капитаном бок о бок. Блестящий математик. Интересуется пластиковыми макетами космических судов.
Сэйю: Хироси Отакэ
Доктор Зеро (яп. ドクターゼロ Докутаː Дзэро) — Главный врач на судне. Как и Яттаран, показан, как комический персонаж. Часто спорит с шеф-поваром Мисс Масу при очередной попытке украсть на кухне сакэ. У него есть домашний кот по имени Ми-кун. Доктор подобрал коненка смертельно раненой кошки и принёс в свой офис, а впоследствии и на «Аркадию». Кот Ми-кун также появляется в произведениях Queen Millennia, Galaxy Express 999 и Space Battleship Yamato в качестве питомца доктора Садо.
Сэйю: Дзёдзи Янами
Мисс Масу (яп. ますさん Масу-сан) — Шеф-повар на судне. Старая дева. Особенно злится, когда на кухню пытается пробраться доктор Зеро или его кот. Играет комическую роль. Когда то давно должна была выйти замуж за Годзо Отовару, однако свадьба была прервана (позже Масу узнаёт, что Годзи был убит Мазонами).
Сэйю: Норико Цукасэ
Тотиро Ояма (яп. 大山トチロー Оːяма Тотироː) — Старый друг Харлока и тот, кто построил корабль Аркадию. Умирает от болезни, вызванной несчастным случаем, однако успевает перенести своё сознание в систему корабля.
Сэйю: Китон Ямада
Эмеральда — Любовница Тотиро и мать Маю. Решает использовать звездолёт, чтобы следовать за гробом Тосиро после его смерти. Является ранней версией Эмеральдас, которая появляется в поздних произведениях Лэйдзи Мацумото.
Маю Ояма (яп. 大山まゆ Оːяма Маю) — Дочь Тотиро Оямы и Эмеральды. Харлок берёт девушку под свою опеку после смерти отца и исчезновения матери. Однако та предпочитает остаться на Земле.
Сэйю: Тиёко Кавасима
Мицуру Кируда (яп. 切田 満 Кирита Мицуру) — Глава сил обороны Земли. Заклятый враг Харлока. В детстве потерял отца, секретного агента правительства, во время неудачной миссии. Затем погибли также его мать и младшая сестра. Обвиняя в смерти своей семьи правительство, Мицуру решил стать политиком, чтобы изменить его в лучшею сторону. Профессор Дайба долгое время пытался предупредить Мицуру о грядущем вторжении Мазонов, но тот игнорировал его слова. В конце концов жертвует собой, спасая «Аркадию» от десанта Мадзона. На протяжении всей истории заботится о благополучии Маю.
Сэйю: Хидэкацу Сибата
Королева Лафрезия (яп. 女王ラフレシア Дзёоː Рафурэсиа) — Главная правительница Мазонов. После разрушения родной планеты, решает сделать Землю новым домом, но до этого надо сократить популяцию людей. Изначально была мудрой и доброй правительницей, но положение её народа заставило её сердце похолодеть перед людьми. В начале не видела в Харлоке серьёзную угрозу и даже однажды спасла ему жизнь (после чего сожалела об этом). Во время финальной битвы с Харлоком, второй понимает, что человечество создано Мазон. В конце концов, после своего поражения, она решает найти другую планету для обитания и оставляет Землю.
Сэйю: Харуко Китахама
Командир Клео (яп. 司令クレオ Сирэи Курэо) — Командир армии Мазонов и доверенное лицо Лафрезии. Позже убита в сражении с Тадаси Дайбой.
Сэйю: Акико Цубой
Сидзука Намино (яп. 波野 静香 Намино Сидзука) — Мазонский шпион, работающая под прикрытием секретаря премьер-министра. Делает неудачную попытку покушения на премьер-министра и в результате попадает в тюрьму, откуда позже сбегает. Искала убежище на «Аркадии», чтобы устроить саботаж. В оригинальном сериале попадает на борт «Аркадии» посредством манипуляций над Кирита Мицуру путём обвинений Кирита в попытке захвата власти, покушения на премьер-министра, и последующим спасенем Кирита от смертной сказни в тюрьме. Харлок узнаёт о сущности Сидзуки, но позволяет остаться после того, как королева Лафрезия приказывает убить Сидзуку. Девушка начала восхищаться поступками капитана.
Сэйю: Нана Ямагути

## Распространение
После того, как американская компания Harmony Gold U.S.A. приобрела лицензию на трансляцию аниме в США, продюсер Карл Масек решил, что серий в аниме не достаточно и добавил к нему серии из другого сериала, Queen Millennia, поставленного также по манге Лэйдзи Мацумото. Так в Америке транслировался сериал Captain Harlock and the Queen of 1000 Years, состоящий из 64-х серий.
В 2008 году студия Toei Animation выложила сериал на сайте IGN: Direct2Drive для платного просмотра, однако в 2009 году серии аниме стали бесплатно доступны для просмотра на Crunchyroll. Сейчас серии официально доступны на видео-порталах Funimation, Crunchyroll и Hulu с английскими субтитрами.
Сериал также был дублирован на французском, испанском и итальянском языках.